# ناحیه الیزویل، شهرستان فولتن، ایلینوی
ناحیه الیزویل (به انگلیسی: Ellisville Township) یک منطقهٔ مسکونی در ایالات متحده آمریکا است که در شهرستان فولتن، ایلینوی واقع شده‌است. ناحیه الیزویل ۱۵۹ متر بالاتر از سطح دریا واقع شده‌است.